# Пјано Мента (Козенца)
Пјано Мента је насеље у Италији у округу Козенца, региону Калабрија.
Према процени из 2011. у насељу је живело 20 становника. Насеље се налази на надморској висини од 478 м.